# Афанасьев, Александр Гаврилович (гравёр)
Алекса́ндр Гаври́лович Афана́сьев (рус. дореф. Александръ Гавриловичъ Аѳанасьевъ; неизвестно, предп. Москва — неизвестно) — русский гравёр на меди первой половины XIX века.

## Биография
Из московских мещан.
Работал в Москве в период времени с 1816 по 1856 год. В 1827 году был избран в соревнователи Московского общества истории и древностей российских. В 1840—1850 годах в Москве содержал металлографическую мастерскую, где печатались, между прочим, гравированные им изображения «66-ти российских государей от Рюрика до Николая I» (1847) и другие листы.
Исполнял гравюры: виды городов и монастырей, изображения святых, портреты.
Работал для Московской синодальной типографии, Московского университета, выполнял заказы Киево-Печерской лавры, журнала «Московский телеграф».
Его работы хранятся в Тульском областном художественном музее.